# Баштовий екскаватор

Баштовий екскаватор.JPG

Баштовий екскаватор (рос. башенный экскаватор, англ. tower shovel, нім. Kabelbagger, Turmbagger, Seilbagger) — одноківшова установка для виймання і транспортування розкривних порід в напрямі, перпендикулярному їх переміщенню. Складається з двох башт — машинної і опорної (контрбашти), між якими натягнуті два паралельні канати з ковшем клапанного, скіпового або ґрейферного типу. Пересування обох башт незалежне — по паралельних або криволінійних траєкторіях на рейковому або гусеничному ходу. Об'єм ковша 8-15 м3. Відстань між баштами при глибині розробки до 70 м — 400 м, частота робочих циклів — 20-30 год−1. Продуктивність баштового екскаватора досягає 200 м3 на год по породі і 250 т по вугіллю. Баштові екскаватори застосовують при незручній конфігурації родовищ, відсутності транспортних комунікацій, а також при сильно обводнених родовищах.